# ブロックM

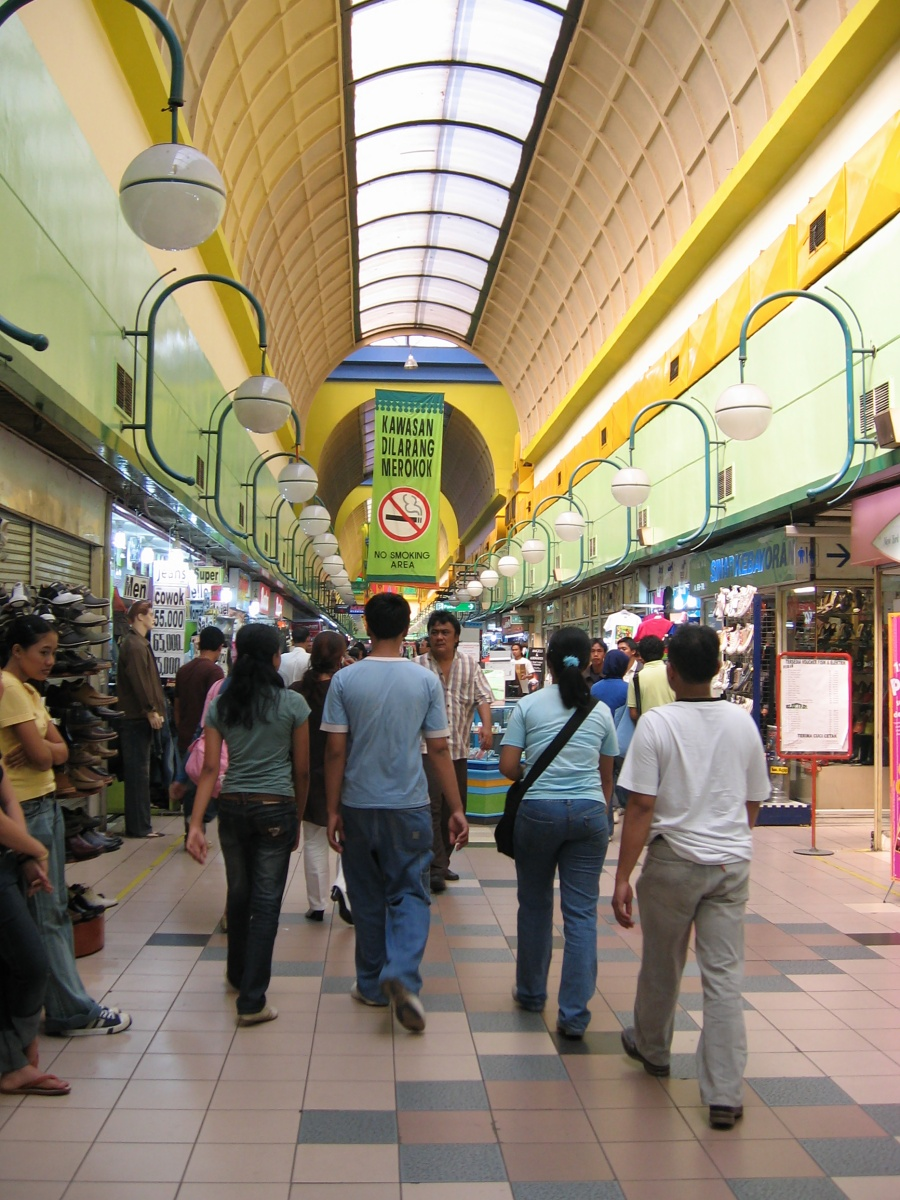
ブロックMモール

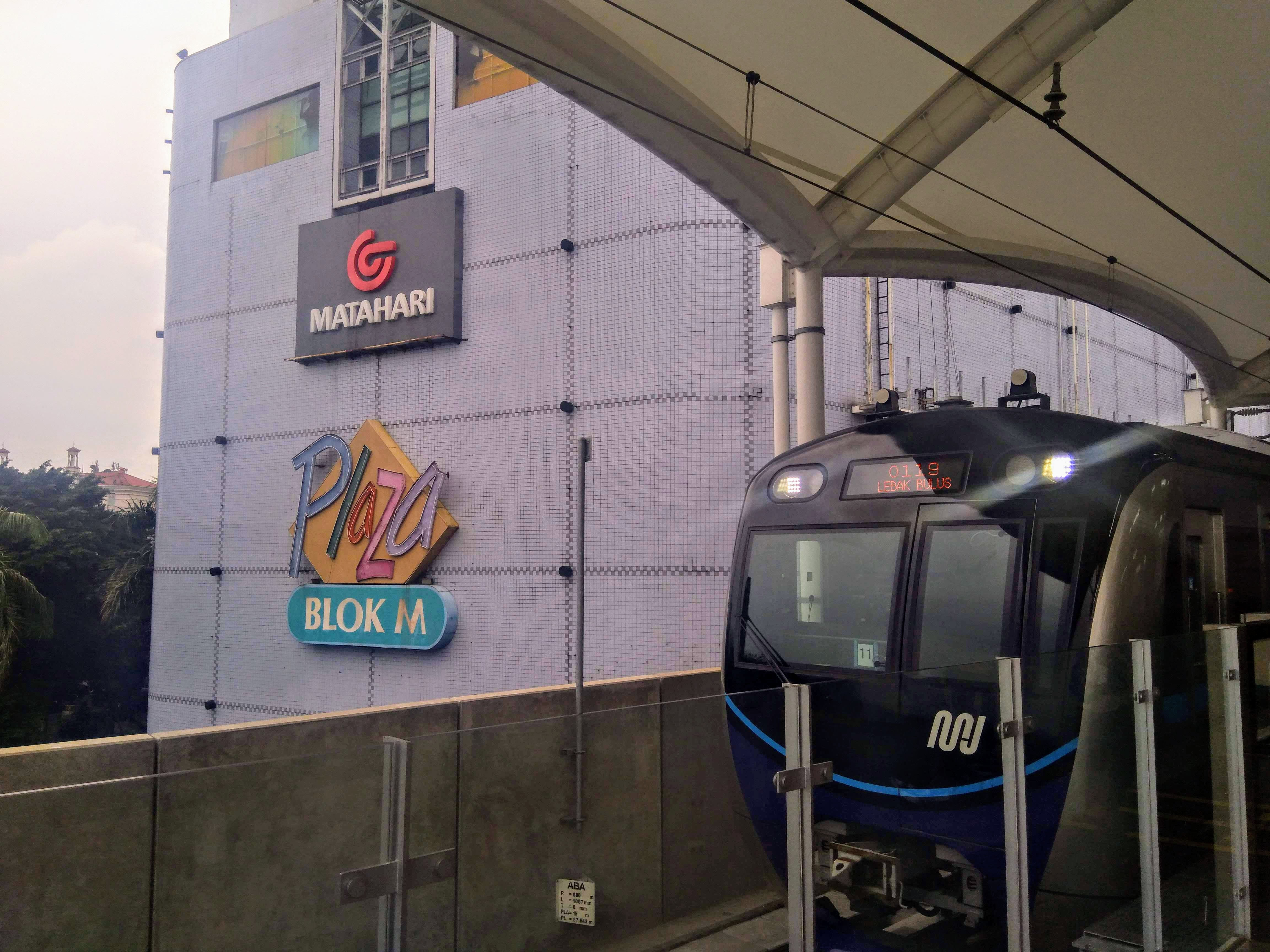
ラタンガ、ブロックMプラザのジャカルタ都市高速鉄道

ブロックM（Blok M）は、インドネシアの首都ジャカルタ首都特別州・南ジャカルタ市 (en:South Jakarta) にある地区の名前で、ビジネス、ショッピングの中心地である。通りは昼、夜とも混雑している。ここで売られている商品が安く、ナイトライフが充実していて、市の中心部とのアクセスが良いことが、このエリアが人気のある一つの理由となっている。地区にはジャカルタで最大級のバスターミナルがある。